# Ernszt Krenkel
Ernszt Teodorovics Krenkel (Białystok, 1903. december 24. – Moszkva, 1971. december 8.) német származású orosz sarkutazó, az „Északi-sark–1” nevű szovjet sarkkutató állomás rádiósa.

## Munkássága
Krenkel 1924 és 1938 között különböző sarkkutató állomásokon dolgozott rádiósként. Részt vett a világ legészakabbra fekvő rádióállomásának a létrehozásában a Ferenc József-földön, és 1930. január 12-én felállította a rövidhullámú rádiózás akkori rekordját: kapcsolatot teremtett Howard Masonnel, a Richard Evelyn Byrd-féle Antarktisz-expedíció rádiósával. 1931-ben részt vett az LZ 127-jelű Zeppelin-léghajó sarkvidéki útján. 1932-ben az Otto Schmidt által vezetett expedíció rádiósaként, a Szibirjakov jégtörővel egy hajózási idény alatt először sikerült keresztül hajózniuk a legendás Északkeleti átjárón, Arhangelszktől Vlagyivosztokig.
1934-ben részt vett a szintén Otto Schmidt által vezetett Cseljuszkin-jégtörő sarki útján. A jégtörő a Csukcs-félszigetnél a zajló jég közé szorult és összeroppant. A legénység a jégen felvert sátrakban keresett menedéket, és Krenkel rádiótudósításainak köszönhetően a szovjet sarki repülő-flottának egy hónap alatt sikerült mindenkit kimenekítenie. Az expedíció után elismerésképpen Krenkel megtarthatta amatőr rádiósként az elsüllyedt jégtörő hívójelét (RAEM).

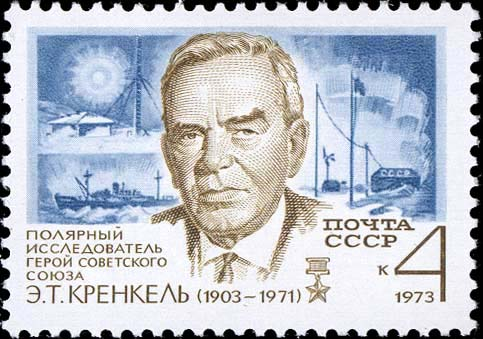
Szovjet bélyegen

1937/1938-ban az „Északi-sark–1” nevű szovjet tudományos sarkutazás rádiósa volt. Az expedíció vezetője Papanyin volt; az ő szervező munkájának, és Krenkel folyamatos rádiótudósításainak köszönhető megmenekülésük, miután a jégtábla, amelyen utaztak széttöredezett. Arcképe számos szovjet bélyegen megjelent. Az 1937–1938-as expedícióban teljesített szolgálataiért a Szovjetunió Hőse kitüntetést adományozták neki.
A második világháború alatt szovjet sarkutazók családjának a kimentését irányította az ostromlott Leningrádból. 1948-ban egy moszkvai rádiónak lett a vezetője, majd 1951-től haláláig egy hidrometeorológiai felszereléseket gyártó vállalatnál dolgozott.

## Emlékezete
- Nevét viseli:
  - egy hegyvonulat az Antarktiszon,

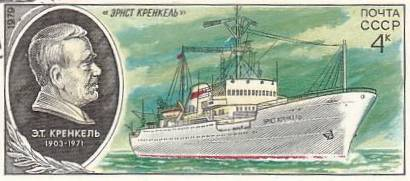
Az Ernszt Krenkelről elnevezett jégtörő hajó (4 kopejkás szovjet postai bélyegen, 1979)

  - egy tenger alatti hegyvonulat a Csendes-óceánban,
  - egy hegyfok a Tajmir-félszigeten
  - és egy orosz jégtörő hajó.

## Magyarul megjelent művei
- Hívójelem RAEM; ford. Bánkuti Gábor; Gondolat–Kárpáti, Bp.–Uzsgorod, 1977 (Világjárók)